# Долін Володимир Гдаліч
Володи́мир Гда́ліч До́лін  (нар. 9 січня 1932 село Торків, Тульчинський район, Вінницька область, УРСР — 25 лютого 2004 Київ, Україна) — відомий український ентомолог, спеціаліст із жуків-коваликів, палеонтолог. Член-кореспондент НАН України.

## Біографія
Народився у родині службовців з польським корінням: батько, Гдалій Львович Долін був інженером-хіміком, мати, Ванда Володимирівна Городецька, викладала музику. Дитинство провів у Поволжі. Готувався поступати до Московського інституту міжнародних відносин, але через хворобу і переїзд родини до Києва у 1949 році поступив на біологічний факультет Київського університету. Закінчив аспірантуру Київського університету під керівництвом Олександра Пилиповича Кришталя. 1962 року захистив кандидатську дисертацію, 1974 року —— докторську дисертацію.
Член вченої ради біологічного факультету та Інституту зоології АН УРСР. Член редакційної ради журналу «Вестник зоологии». Президент Українського ентомологічного товариства (1993—2005). Член-кореспондент АН УРСР (з 1985).
Молодший науковий співробітник лабораторії арахноентомології Київського університету (1956—1959), завідувач відділу і заступник директора з науки Інституту захисту рослин ВАСГНІЛ (1959—1975). З 1976 по 2005  завідувач відділу загальної та прикладної ентомології, у 1976 - 1980 заступник директора в Інституті зоології НАН України. З 1978 року —— професор. Сформував потужну колеоптерологічну і ентомологічну школу. Іменем В. Г. Доліна ентомолог І. К. Лопатін названий новий вид жуків-листоїдів.
Перша дружина — Надія Прохорівна Масюк (1930-2009) — видатний альголог, доктор біологічних наук, професор. Друга дружина — Андреєва Римма Василівна (1941) — ентомолог, доктор біологічних наук.

## Наукова діяльність
Основні роботи вченого з ентомології (систематики, філогенії, морфології сучасних і викопних жуків–коваликів, турунів, ґедзів та метеликів) та (захисту рослин).
Розробив оригінальну філогенетичну систему твердокрилих) (Coleoptera) елатероїдного комплексу. Вперше описав одну родину (викопну), 32 викопних і 15 рецентних родів, 414 рецентних і викопних видів комах. Один із засновників і визнаний голова української школи ґрунтової ентомології. Професор Долін зібрав багату колекцію личинок жуків–коваликів, описав їх для більш ніж 200 видів, вивчив їхнє поширення і екологічні особливості, трофічні зв'язки і господарське значення личинок-дротяників.
Протягом 1952–2004 рр. Долін здійснив численні експедиційні поїздки по Україні, на Далекий Схід Росії, в Середню Азію, Закавказзя та на Мадагаскар  .
Володимир Долін зібрав три великих колекції жуків, що зберігаються в Інституті зоології. Одна з них містить понад 30 тисяч екземплярів імаго жуків-коваликів, що становить приблизно 2000 видів з майже 250 родів. Також дослідником зібрано понад 4000 екземплярів личинок коваликів, близько 300 видів з 72 родів — найбільша в світі колекція. Крім того, є не менше 5000 екземплярів турунів роду Carabus — більш як 600 видів і підвидів з майже 70 підродів (тобто більше половини видового складу цього роду в Палеарктиці).
В.Г.Долін є автором 205 наукових праць, включно з 12 монографіями. Був керівником чи науковим консультантом 25 дисертаційних робіт.

## Нагороди
Лауреат Державної премії УРСР в галузі науки і техніки (1977) і Премії Д. К. Заболотного АН УРСР (1985).